# Chambre du peuple (Afghanistan)
Pour les autres articles nationaux ou selon les autres juridictions, voir Chambre du peuple.
17e législature
Bâtiment de l'Assemblée nationale
La Chambre du peuple (en pachto : ولسي جرګه ; romanisé : Wolesi Jirga) est la chambre basse de l'Assemblée nationale de la république islamique d'Afghanistan de 2004 jusqu'à sa chute en 2021. Elle est composée de 250 membres élus pour un mandat de cinq ans élus par un vote unique non transférable.
La Chambre du peuple est principalement responsable de la rédaction et de la ratification des lois, ainsi que de l'approbation des actions du président.
Lors de l'offensive des talibans d'août 2021, la République islamique d'Afghanistan cesse de contrôler le territoire et ses institutions ne fonctionnent plus après le départ du pays du président Ashraf Ghani.

## Élections
Les 250 membres de la Chambre du peuple sont élus pour cinq ans au vote unique non transférable dans 34 circonscriptions plurinominales de 2 à 33 sièges. Sur ce total, 65 sièges sont réservés aux femmes, 10 autres aux kuchis, dont au moins trois femmes et 1 réservé pour un représentant des communautés hindoue et sikhe. Les candidats ayant recueilli le plus de voix dans chaque circonscriptions sont élus. Néanmoins, si le nombre de femmes ou de Kuchis est inférieur au seuil réservé, les sièges sont d'abord pourvus par des candidates ayant recueilli moins de suffrages que leurs adversaires jusqu'à atteindre les seuils, puis la répartition reprend en fonction du plus grand nombre de voix obtenu.
Les circonscriptions plurinominales correspondant aux 34 provinces. Le nombre de sièges de chaque province est proportionnel à sa population,.
| Circonscription | Carte # | Capitale       | Population   | Sièges |
| --------------- | ------- | -------------- | ------------ | ------ |
| Badakhchan      | 30      | Fayzabad       | 823 000      | 9      |
| Bâdghîs         | 4       | Qala-I-Naw     | 429 500      | 4      |
| Baghlan         | 19      | Baghlan        | 779 000      | 8      |
| Balkh           | 13      | Mazâr-e Charîf | 1 096 100    | 11     |
| Bamiyan         | 15      | Bâmiyan        | 387 300      | 4      |
| Deykandi        | 10      | Khadir         | 399 600      | 4      |
| Djozdjan        | 8       | Chéberghân     | 441 000      | 4      |
| Farâh           | 2       | Farah          | 438 000      | 5      |
| Fâryâb          | 5       | Maïmana        | 858 600      | 9      |
| Ghazni          | 16      | Ghazni         | 931 000      | 11     |
| Ghor            | 6       | Tchaghtcharan  | 485 000      | 6      |
| Helmand         | 7       | Lachkargah     | 745 000      | 8      |
| Hérat           | 1       | Hérat          | 1 182 000    | 17     |
| Kaboul          | 22      | Kaboul         | 3 314 000    | 33     |
| Kandahar        | 12      | Kandahar       | 886 000      | 11     |
| Kapisa          | 29      | Mahmoud-é-Râqi | 360 000      | 4      |
| Khost           | 26      | Khost          | 300 000      | 5      |
| Kounar          | 34      | Asadabad       | 321 000      | 4      |
| Kondôz          | 18      | Kondôz         | 820 000      | 9      |
| Laghman         | 32      | Mehtarlâm      | 373 000      | 4      |
| Lôgar           | 23      | Pol-e-Alam     | 292 000      | 4      |
| Nangarhar       | 33      | Jalalabad      | 1 089 000    | 14     |
| Nimroz          | 3       | Zarandj        | 149 000      | 2      |
| Nouristan       | 31      | Parun          | 112 000      | 2      |
| Oruzgan         | 11      | Tarin Kôt      | 627 000      | 3      |
| Paktiya         | 24      | Gardêz         | 415 000      | 5      |
| Paktika         | 25      | Charan         | 352 000      | 4      |
| Pandjchir       | 28      | Bazarak        | 128 620      | 2      |
| Parwan          | 20      | Charikar       | 726 000      | 6      |
| Samangan        | 14      | Samangan       | 378 000      | 4      |
| Sar-e Pol       | 9       | Sar-e Pol      | 468 000      | 5      |
| Takhar          | 27      | Taloqan        | 810 800      | 9      |
| Wardak          | 21      | Meydan Chahr   | 413 000      | 5      |
| Zabol           | 17      | Qalat          | 365 920      | 3      |
| Kuchis          | —       | —              | ~ 6 millions | 10     |